# 에스토루 지청
에스토루 지청(일본어: 恵須取支庁)은 가라후토 청의 지청 중 하나이다. 지청 소재지는 에스토루 정이다.